# El Quimilar
El Quimilar är en ort i Argentina.   Den ligger i provinsen Salta, i den norra delen av landet, 1 400 km norr om huvudstaden Buenos Aires. El Quimilar ligger 283 meter över havet och antalet invånare är 406.
Terrängen runt El Quimilar är platt. Närmaste större samhälle är Embarcación, 19,9 km nordväst om El Quimilar.
I omgivningarna runt El Quimilar växer i huvudsak lövfällande lövskog. Runt El Quimilar är det glesbefolkat, med 11 invånare per kvadratkilometer.